# المسجد العمري الكبير (بيروت)
المسجد العمري الكبير هو مسجد في بيروت، لبنان. يعود تاريخه إلى عهد الخلفية الراشدي عمر بن الخطاب. تحول إلى كاتدرائية أثناء الحملات الصليبية، ثم في عهد المماليك جرى تحويله إلى مسجد.

## نظرة عامة
المسجد العمري الكبير هو أقدم دار عبادة في لبنان، بُنِيَ عام 14هـ - 635م في عهد الخليفة الراشد عمر بن الخطاب رضي الله عنه. حوله الصليبيون إلى كاتدرائيّة إبان الحملة الصليبية الأولى في القرن الثاني عشر. أعاده المماليك إلى مسجد في عام 1291 بعد تحريرهم بلاد الشام. وقد تضرر أثناء الحرب الأهلية، واكتمل تجديده في عام 2004.

## تأريخ

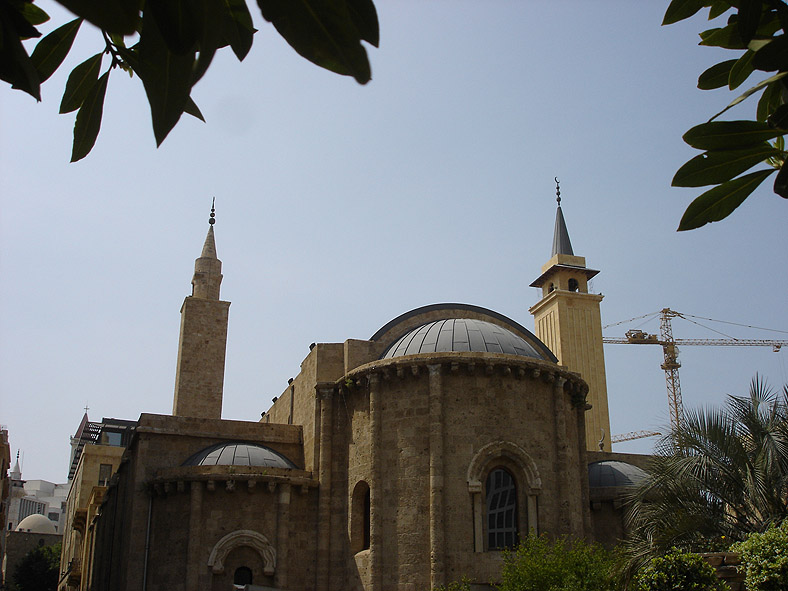
المسجد العمري

المسجد العمري الكبير كان كنيسة صليبية قديمة للقديس يحيى المعمدان، بنى في عام 1150 ميلادية على موقع الحمامات الإمبراطورية الرومانية. بنيت كنائس مماثلة بالأسلوب الروماني  ثلاثية القباب بنيت في صور وطرطوس، باستعمال مواد مستوردة مثل الأعمدة والعواصم الرومانية. في 1291 ميلادية، أسر المماليك بيروت وحولوا الكنيسة إلى مسجد. سمي بالمسجد العمري لذكرى الخليفة عمر بن الخطّاب، ثم صار معروفا باسم (الجامع الكبير). بني مدخل الجامع وأضيفت مئذنة على الطراز المملوكي عام 1350 ميلادية. أثناء الانتداب الفرنسي على لبنان أعيد تصميم الواجهة مرة ثانية بإضافة رواق، أو رواق معمد، ودمج مدخل المسجد الرئيسي إلى الصف الجديد لشارع Maarad. تضرر المسجد ضررا بليغا أثناء الحرب الأهلية اللبنانية (1975-1990)، ثم جُدد المسجد في عام 2004 بطريقة حافظت على أصول وتأريخ المسجد. مئذنة ثانية بنيت على الزاوية الشمالية الغربية وفناء جديد مدعم بالأعمدة. تحت المسجد.

## تسلسل زمني
1150: كنيسة صليبية قديمة للقديس جون، اليوم مسجد العمري الكبير.
1291:حرر المماليك بيروت من الصليبين واعادوه إلى مسجد بعد تحويله إلى كتدرائية ابان الحملة الصليبية .
1350: إضافة مئذنة ومدخل على الطراز المملوكي.
1975-1990: أضرار بليغة بالمسجد أثناء الحرب الأهلية.
2004: اكتمال تجديد المسجد.